# Șîșlivți, Ujhorod
Șîșlivți (în ucraineană Шишлівці) este un sat în comuna Tarnivți din raionul Ujhorod, regiunea Transcarpatia, Ucraina.

## Demografie
Componența lingvistică a localității Șîșlivți
     Maghiară (59,59%)
     Ucraineană (38,05%)
     Rusă (2,36%)
Conform recensământului din 2001, majoritatea populației localității Șîșlivți era vorbitoare de maghiară (59,59%), existând în minoritate și vorbitori de ucraineană (38,05%) și rusă (2,36%).